# 台兰河
台兰河是中华人民共和国新疆维吾尔自治区温宿县的一条河流，是阿克苏河的一条支流。位于塔里木盆地，该河全长69千米，集水面积约1324平方千米，年均径流量约为7.14亿立方米。根据台兰水文站测定，该河夏季富水期径流量占全年的67.8%，冬季枯水期径流量占全年的5.2%。